# Nusa Manuk (Rote)
Nusa Manuk, nom qui signifie "l'île aux oiseaux", est une île d'Indonésie située au sud-ouest de l'île de Rote, dans la province des petites îles de la Sonde orientales.